# دورادو شميت
دورادو شميت (بالفرنسية: Dorado Schmitt)‏ هو مغني فرنسي، ولد في 29 مايو 1957 في Saint-Avold ‏ في فرنسا.

## وصلات خارجية
- دورادو شميت على موقع ميوزك برينز (الإنجليزية)
- دورادو شميت على موقع ديسكوغز (الإنجليزية)